# David Hall (Leichtathlet)
David Connolly Hall (* 1. Mai 1875 in Sherbrooke; † 27. Mai 1972 in Seattle) war ein US-amerikanischer Leichtathlet.

## Werdegang
Hall war Student an der Brown University und galt als universeller Sportler, dessen Stärken vor allem im Mittelstreckenlauf lagen. 1896 erfuhr er von Sportlern der Boston University über deren Bemühungen um eine Teilnahme an den Olympischen Spielen 1896 in Athen. Hall erhielt eine Einladung, doch er konnte die finanziellen Mittel für die Reise, die aus eigener Tasche oder aus Spenden bezahlt werden musste, nicht aufbringen.
Eine Teilnahme Halls an nationalen Meisterschaften oder Studentenmeisterschaften ist nicht belegt. Seinen ersten Titel errang er 1898 als Meister der Neuenglandstaaten über 880 Yards.
Das Jahr 1900 bildete den Höhepunkt seiner sportlichen Karriere. Er gewann erneut bei den Meisterschaften der Neuenglandstaaten über 880 Yards und auch über 2 Meilen. Mit diesen Erfolgen empfahl er sich für das US-Team, welches zu den Olympischen Spielen 1900 nach Paris reiste.
In Paris beteiligte sich Hall am 800- und am 1500-Meter-Lauf. Der erste Wettbewerb für Hall war sein Vorlauf über 800 Meter, den er gegen den späteren Olympiasieger, den Briten Alfred Tysoe, mühelos gewann. Er stellte dabei mit 1:59,0 min einen olympischen Rekord auf, der im Verlauf der Spiele nicht mehr unterboten wurde. Zwei Tage später ging Hall dank seiner Vorlaufzeit als Favorit in den Finallauf. Im Rennen gab es einen Zwischenfall, als John Cregan, der spätere Zweite, Hall in die Fersen trat und dieser dadurch seinen Schuh verlor. Hall protestierte nicht und gab sich mit dem dritten Platz zufrieden.
Die Vorläufe über 1500 Meter waren für den 15. Juli, einen Sonntag, angesetzt. Mit Hall wollten sich drei weitere US-Athleten daran beteiligen. Zwei von ihnen, John Cregan und Alex Grant, lehnten jeglichen Sport an einem Sonntag aus religiösen Gründen ab und verzichteten auf einen Start. Die Organisatoren hatten kein Einsehen mit den Wünschen vieler US-Athleten, die an einem Sonntag keinen Wettkampf bestreiten wollten. Sie entschieden, auf die Vorläufe über 1500 Meter wegen der nunmehr geringeren Teilnehmerzahl zu verzichten, und sofort den Finallauf zu veranstalten. Hall nutzte die unerwartete Chance jedoch nicht nutzen und belegte knapp 2 m hinter John Bray den vierten Platz.
Die Platzierungen bei Olympischen Spielen für David Connolly Hall:
- II. Olympische Spiele 1900, Paris
  - 800 m – BRONZE mit 2:05,0 min (Gold an Alfred Tysoe, GBR mit 2:01,2 min; Silber an John Cregan, USA mit 2:03,0 min)
  - 1500 m – Vierter mit unbekannter Zeit (Gold an Charles Bennett, GBR mit 4:06,2 min)

1901 machte Hall seinen Abschluss an der Brown University und widmete sich weniger dem aktiven Sport, sondern errang Ansehen als Trainer und Professor für Hygiene und Leibeserziehung. 1908 fand er eine neue Heimat in Seattle, wo er die Leitung der Fakultät für Sport und Leibeserziehung an der University of Washington übernahm. Nebenbei trainierte er zwei Jahre (1909 und 1910) das Basketballteam und war fünf Jahre (1909 bis 1910 und 1912 bis 1914) Trainer der Leichtathleten.
Im Ersten Weltkrieg leitete Hall im Rang eines Lieutenant Colonel ein Sanitätskorps, das aus Ärzten und Studenten der University of Washington bestand und an der Front in Italien eingesetzt wurde.
1918 kehrte Hall nach Seattle zurück. Im Jahr 1919 gründete er nach der Spanischen Grippe und einem Ausbruch von Impetigo contagiosa den ersten studentischen Gesundheitsdienst auf dem Campus der University of Washington. 1936 führte dieser zur dauerhaften Einrichtung eines Gesundheitszentrums, dessen Leiter Hall bis zu seiner Pensionierung 1947 wurde. 1947 erhielt das Gesundheitszentrums ihm zu Ehren den Namen Hall Student Health Center.
Die Brown University nahm ihn in die Ruhmeshalle des Universitätssports auf, University Sports Hall of Fame. David Hall starb im Mai 1972 im Alter von 97 Jahren in Seattle.